# Centre ivoirien de recherche économique et sociale
Le Centre ivoirien de recherche économique et sociale (CIRES), créé le 16 mars 1971 à Abidjan en Côte d'Ivoire, est une institution de recherche rattachée à l’Université Félix-Houphouët-Boigny.

## Historique
Le CIRES dès sa création le 16 mars 1971, fait partie intégrante de la faculté des Sciences économiques de l'Université d'Abidjan. Le Centre est destiné à aider les enseignants dans la conduite de leurs propres travaux en vue de préparer leur thèse de Doctorat et de favoriser une bonne évolution de leur carrière universitaire.
Le 9 août 1996, le CIRES est érigé en Centre autonome. Il est depuis cette date, placé sous l'autorité directe du Président de l'Université.

## Objectif et missions
Il a pour objectifs de réaliser des études afin d'identifier les questions économiques et sociales de la Côte d'Ivoire et des pays de l'Afrique de l'Ouest. Ceci permet d'élaborer des solutions appropriées.
Il se propose également de conduire la recherche fondamentale ; d'animer, dans la société ivoirienne et dans les pays voisins, le débat économique ; de dispenser une formation en économie et en sociologie rurale en faveur d'étudiants de Côte d'Ivoire et de la sous-région ouest-africaine ; d'offrir une formation continue dans les domaines de l'économie et de la gestion. Il prévoit aussi d'organiser des séminaires et rencontres de formation de très haut niveau.
Pour l'essentiel, les missions du CIRES consistent à réaliser, au sujet de la Côte d'Ivoire et de ses pays voisins, des travaux de recherche dans les domaines économiques et sociaux, d'en assurer la publication, mais également, de créer et maintenir un réseau opérationnel avec des partenaires économiques tant publics que privés.

## Organisation et fonctionnement

### Gouvernance

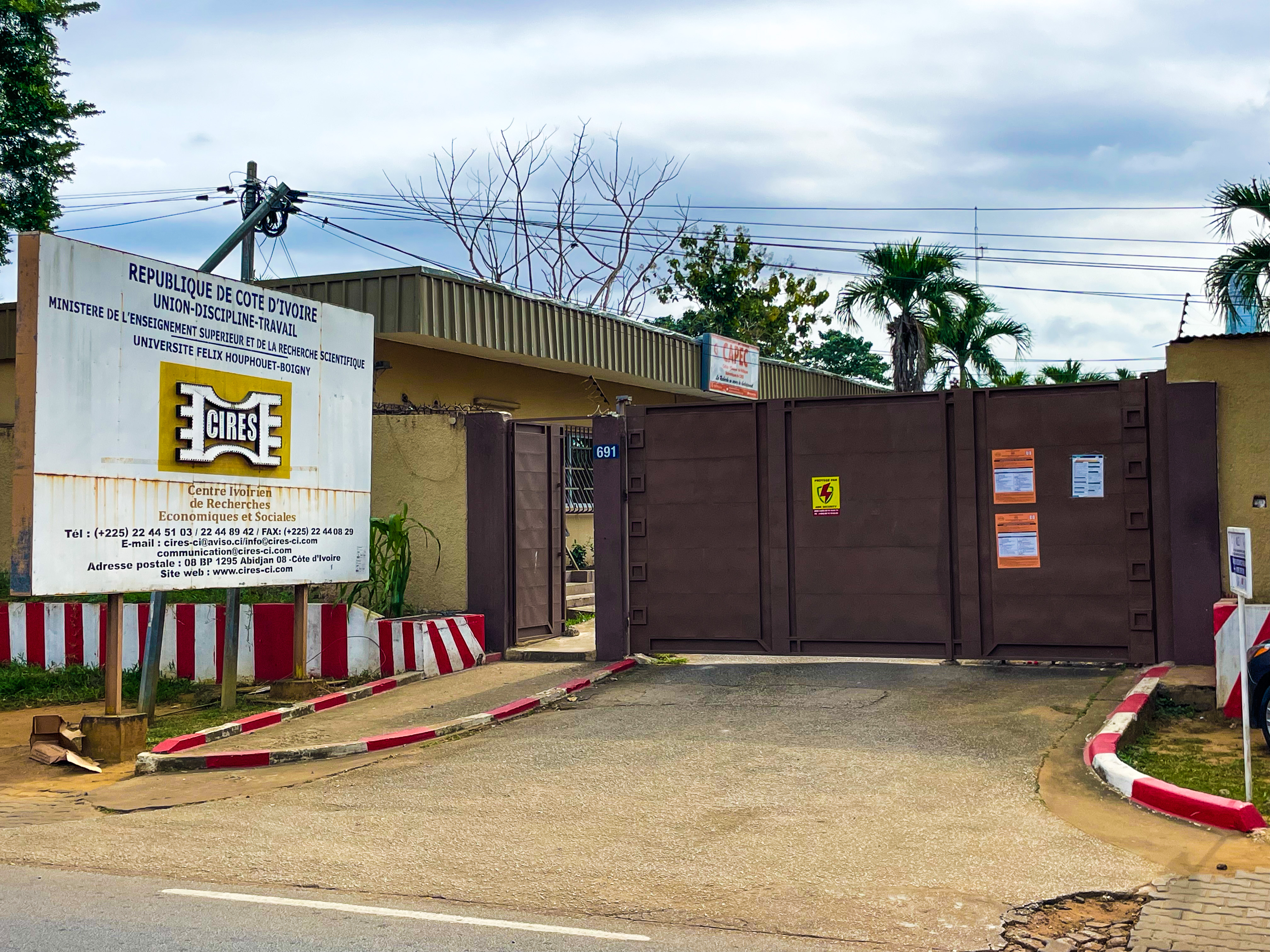
Siège du CIRES

Les organes de gouvernance de ce Centre sont le Conseil du CIRES, la Direction, l'Assemblée des chercheurs, le Conseil des responsables des Unités de recherche, les Unités de recherche, le Conseil scientifique, les Cellules de recherche et programmes spéciaux, le Secrétariat administratif et comptable, le Comité de gestion.

### Production scientifique
Sur le plan scientifique, le CIRES réalise sa production à travers cinq unités de recherche et trois cellules :
1. Unités de recherche
  - Unité de recherche Economie et sociologie Rurale ;
  - Unité de recherche Macroéconomie et Modélisation ;
  - Unité de recherche ressources Naturelles et Environnement ;
  - Unité de recherche Ressources Humaines et Luttes contre la Pauvreté ;
  - Unité de recherche Economie des institutions et Macroéconomie Appliquée.
2. Cellules
  - Cellule d'analyse des politiques économiques du CIRES (CAPEC) ;
  - Cellule d'analyse des relations internationales (CAREI) ;
  - Cellule genre et développement.

### Effectif
Le CIRES compte une cinquantaine de chercheurs permanents et une vingtaine de chercheurs associés de haut niveau se répartissant entre économistes, démographes, ingénieurs statisticiens, sociologues et ingénieurs agronomes.